# Mirzadzhafarli
Mirzadzhafarli (ryska: Мирзаджафарли, azerbajdzjanska: Mirzəcəfərli) är en ort i Azerbajdzjan.   Den ligger i distriktet Bərdə Rayonu, i den centrala delen av landet, 230 km väster om huvudstaden Baku. Mirzadzhafarli ligger 38 meter över havet och antalet invånare är 546.
Terrängen runt Mirzadzhafarli är platt. Runt Mirzadzhafarli är det ganska tätbefolkat, med 129 invånare per kvadratkilometer.. Närmaste större samhälle är Yevlakh, 16,0 km norr om Mirzadzhafarli.
Trakten runt Mirzadzhafarli består till största delen av jordbruksmark.